# Biena
Biena (en alemán Biel [bi:l], en francés Bienne [bjɛn], en italiano Bienne, en alemán bernés Bieu) es una ciudad y comuna suiza del cantón de Berna, situada en el distrito administrativo de Biel/Bienne en la región de Seeland. Es la segunda ciudad del cantón y una de las tres ciudades bilingües de Suiza junto con Friburgo y Sierre/Siders, queda justo en la frontera lingüística (llamada Röstigraben) entre el francés y el alemán. La población está compuesta por un 40% de francófonos y un 60% de germanófonos. La parte francesa tiende a disminuir poco a poco. El gentilicio es bienés(a).
La ciudad fue (con Neuchâtel, Yverdon-les-Bains y Murten/Morat) una de las organizadoras de la exposición nacional Suiza de 2002, EXPO 2002.
La ciudad fue el lugar de nacimiento de Felix Villars.

## Geografía
Biel/Bienne se encuentra en el centro de la región de los Tres lagos (Dreiseenland/Région des Trois Lacs), recostada en el flanco sur de la cordillera del Jura. Al occidente de la ciudad se encuentra un lago con su mismo nombre, el lago de Biel/Bienne. Hasta el 31 de diciembre de 2009 fue capital del desaparecido distrito de Biel/Bienne.
La ciudad es atravesada por la Suze que desemboca en el lago. La ciudad limita al norte con las comunas de Sauge y Pieterlen, al este con Safnern y Orpund, al sureste con Brügg, al sur con Port y Nidau, al suroeste con Twann-Tüscherz y al este con Evilard.

### Clima
| Parámetros climáticos promedio de Biel/Biena (normales 1981–2010) | Parámetros climáticos promedio de Biel/Biena (normales 1981–2010) | Parámetros climáticos promedio de Biel/Biena (normales 1981–2010) | Parámetros climáticos promedio de Biel/Biena (normales 1981–2010) | Parámetros climáticos promedio de Biel/Biena (normales 1981–2010) | Parámetros climáticos promedio de Biel/Biena (normales 1981–2010) | Parámetros climáticos promedio de Biel/Biena (normales 1981–2010) | Parámetros climáticos promedio de Biel/Biena (normales 1981–2010) | Parámetros climáticos promedio de Biel/Biena (normales 1981–2010) | Parámetros climáticos promedio de Biel/Biena (normales 1981–2010) | Parámetros climáticos promedio de Biel/Biena (normales 1981–2010) | Parámetros climáticos promedio de Biel/Biena (normales 1981–2010) | Parámetros climáticos promedio de Biel/Biena (normales 1981–2010) | Parámetros climáticos promedio de Biel/Biena (normales 1981–2010) |
| Mes                                                               | Ene.                                                              | Feb.                                                              | Mar.                                                              | Abr.                                                              | May.                                                              | Jun.                                                              | Jul.                                                              | Ago.                                                              | Sep.                                                              | Oct.                                                              | Nov.                                                              | Dic.                                                              | Anual                                                             |
| ----------------------------------------------------------------- | ----------------------------------------------------------------- | ----------------------------------------------------------------- | ----------------------------------------------------------------- | ----------------------------------------------------------------- | ----------------------------------------------------------------- | ----------------------------------------------------------------- | ----------------------------------------------------------------- | ----------------------------------------------------------------- | ----------------------------------------------------------------- | ----------------------------------------------------------------- | ----------------------------------------------------------------- | ----------------------------------------------------------------- | ----------------------------------------------------------------- |
| Temp. máx. media (°C)                                             | 3.7                                                               | 5.6                                                               | 10.7                                                              | 14.9                                                              | 19.6                                                              | 22.9                                                              | 25.6                                                              | 25.0                                                              | 20.5                                                              | 14.7                                                              | 8.0                                                               | 4.7                                                               | 14.7                                                              |
| Temp. media (°C)                                                  | 0.7                                                               | 1.6                                                               | 5.5                                                               | 9.5                                                               | 14.0                                                              | 17.4                                                              | 19.7                                                              | 18.9                                                              | 14.8                                                              | 10.3                                                              | 4.8                                                               | 1.8                                                               | 9.9                                                               |
| Temp. mín. media (°C)                                             | -1.5                                                              | -1.4                                                              | 1.6                                                               | 4.7                                                               | 9.1                                                               | 12.4                                                              | 14.4                                                              | 14.0                                                              | 10.6                                                              | 7.1                                                               | 2.2                                                               | -0.4                                                              | 6.1                                                               |
| Precipitación total (mm)                                          | 101                                                               | 88                                                                | 89                                                                | 79                                                                | 100                                                               | 100                                                               | 102                                                               | 113                                                               | 97                                                                | 104                                                               | 98                                                                | 117                                                               | 1187                                                              |
| Nevadas (cm)                                                      | 14.8                                                              | 13.2                                                              | 5.6                                                               | 0.8                                                               | 0                                                                 | 0                                                                 | 0                                                                 | 0                                                                 | 0                                                                 | 0                                                                 | 3.7                                                               | 13.6                                                              | 51.7                                                              |
| Días de precipitaciones (≥ 1.0 mm)                                | 10.7                                                              | 10.0                                                              | 10.7                                                              | 10.2                                                              | 12.2                                                              | 10.8                                                              | 10.6                                                              | 10.6                                                              | 8.8                                                               | 10.8                                                              | 10.5                                                              | 11.5                                                              | 127.4                                                             |
| Días de nevadas (≥ 1.0 cm)                                        | 4.1                                                               | 3.4                                                               | 1.8                                                               | 0.3                                                               | 0                                                                 | 0                                                                 | 0                                                                 | 0                                                                 | 0                                                                 | 0                                                                 | 1                                                                 | 2.9                                                               | 13.5                                                              |
| Humedad relativa (%)                                              | 85                                                                | 80                                                                | 73                                                                | 69                                                                | 70                                                                | 69                                                                | 67                                                                | 71                                                                | 76                                                                | 83                                                                | 84                                                                | 85                                                                | 76                                                                |
| Fuente: MeteoSwiss                                                |                                                                   |                                                                   |                                                                   |                                                                   |                                                                   |                                                                   |                                                                   |                                                                   |                                                                   |                                                                   |                                                                   |                                                                   |                                                                   |

## Historia
Es gracias a la arqueología que conocemos la existencia de una aglomeración sobre el territorio bienés en la época romana. En 1846, se encontraron en la fuente llamada « de los romanos », monedas que fueron utilizadas en el siglo I a. C. A.C y en el siglo IV d. C. Es después del siglo XIII y, sobre todo desde 1275, cuando la ciudad recibió su carta (mapa), y que fue considerada como una ciudad independiente ligada a otras ciudades (Soleura, Berna, Friburgo y Murten/Morat) por diferentes tratados de alianzas. La ciudad desarrolló las estructuras de su propia administración municipal y su independencia, tanto delante su soberano, el príncipe-obispo de Basilea, como del protectorado bernés.
En el siglo XV, la ciudad adquirió el derecho de llevar tropas en Erguel. La ciudad participó en diferentes guerras de los confederados, lo que significó ser reconocida como aliada de desde 1478 y de participar como tal en las “dietas” federales. En los siglos XVII y XVIII se constata en Biel/Bienne una aristocratización de las familias gobernantes de la ciudad.
En 1798, Bienne fue anexada por la Primera República Francesa. Desde 1800 fue incluida en el departamento de Haut-Rhin (Alto Rin). En 1815, la ciudad fue incluida en el cantón de Berna, donde se integró con el distrito de Nidau. A partir de 1832, la ciudad se volvió la capital de su propio distrito. Entre 1900 y 1920, las comunas (municipalidades) vecinas de Vigneules, Mâche, Madretsch y Brujean se fusionaron con Biel/Bienne.
A mediados del siglo XIX, gracias a la implantación de la industria relojera, la ciudad conoció un crecimiento demográfico muy intenso y un desarrollo urbano remarcable. La ciudad también se volvió un importante centro ferroviario de la meseta suiza.
Se han encontrado trazos de la existencia de la ciudad bilingüe desde el fin de la Edad Media. Esta característica de la ciudad fue ciertamente reavivada gracias a la llegada de inmigrantes del Jura a la ciudad del Seeland.

## Distinciones
- Obtuvo el premio Wakker en 2004, para recompensar una política activa y original en materia de urbanismo.
- Obtuvo el premio Bicicleta (Prix Vélo) en 2005 para recompensar su política en materia de seguridad de los ciclistas.

## Museos
- Centro Pasquart - Centro de arte contemporáneo
- Neuhaus - Arte e historia
  - Un museo de arte y de historia con múltiples facetas: la historia de la industria y de la relojería de Biel/Bienne; la vida de la burguesía en el siglo XIX; cinecolección W.Piasio; Karl y Robert Walser, pintor y poeta; colección : acuarelas de flora y fauna; etc.
- Schwab – Prehistoria y arqueología
- Omega – relojes Omega y cronómetros Omega
- Centro Müller - Museo de la máquina 
  - Con algunas de sus 200 máquinas que datan de 1880 a 1912 presentadas en los talleres reconstituidos con maniquíes vestidos a la época. Las salas de exposición exhiben de forma continua programas audiovisuales. El museo está instalado en una antigua fábrica de quesos enteramente renovada que contiene igualmente un centro de formación y una sala polivalente.

## Monumentos

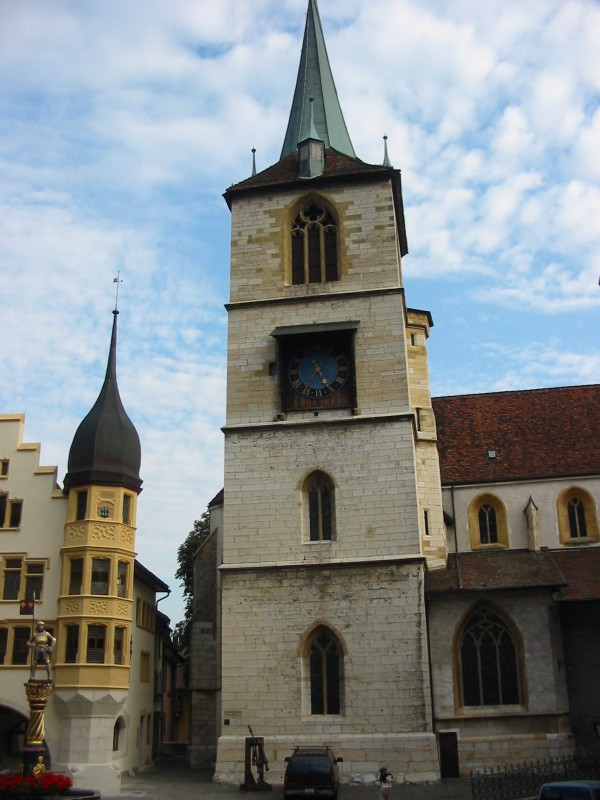
Ciudad vieja de Biel/Bienne.

- La Ciudad vieja
- "Le Pavillon", monumento romano

## Eventos
- El Carnaval
- Los fuegos artificiales del 31 de julio (día antes de la fiesta nacional)
- La braderie (fin de junio)
- El festival internacional de ajedrez
- La carrera « los 100 km de Biel/Bienne»
- El festival de cine francés
- Las jornadas fotográficas de Biel/Bienne
- El festival de danza STEP

## Turismo
Biel/Bienne es la puerta de entrada hacia la región de Seeland y del Jura, es también el centro de la más grande región de lagos y de cursos de agua de una sola corriente en Suiza: naturaleza intacta y maravillosos paisajes, incluyendo itinerarios ciclistas.
- Bienne forma parte del llamado "valle de la relojería". "Watch Valley" es un nuevo término turístico que utiliza la temática de la relojería para diferenciar esta zona de otras regiones suizas.

## Escuelas
- Alta escuela especializada – antiguamente escuela de ingenieros
  - técnica e informática ()
  - arquitectura, ingeniería civil y madera
- 2 Gimnasios (escuelas secundarias superiores = preparatorias)
- Escuela de Artes visuales (grafista)

## Economía
- La relojería
  - Sede social del grupo relojero más grande del mundo Swatch Group (Marcas, por orden de prestigio decreciente:  Breguet, Blancpain, Glashütte-Original, Omega, Rado, Longines, Mido, Certina, Hamilton, Tissot, Union Glashütte, Jaquet Droz, Swatch, Léon Hatot, Calvin Klein, Balmain, Endura)
  - Fábrica de relojes Rolex
- Las comunicaciones
  - Oficio federal de las comunicaciones (OFCOM)
  - Call center de varias sociedades de comunicaciones (Orange, Sunrise,...)
  - Swiss TXT (Teletext), aunque amenazado de reubicación en Ginebra, Zúrich o Lugano
  - ViaSuisse, informaciones de la ruta

## Ciudades hermanadas
- Iserlohn.

San Marcos, Carazo. Nicaragua.

## Transportes
Ferrocarril
La ciudad cuenta con una estación ferroviaria en la que efectúan parada o parten de ella numerosos trenes con destinos tanto a las principales ciudades suizas como a las comunas del cantón. Por la estación pasan las siguientes líneas ferroviarias:
- Línea ferroviaria Ginebra - Neuchâtel - Biel/Bienne - Delémont - Basilea.
- Línea ferroviaria Lausana - Neuchâtel - Biel/Bienne - Olten - Zúrich - San Galo.
- Línea ferroviaria Berna - Lyss - Biel/Bienne.
- Línea ferroviaria Biel/Bienne - Sonceboz-Sombeval - La Chaux-de-Fonds/Moutier.

Carreteras
- Autopistas A5, A6 y A16.

Otros transportes
- Puerto para barcos de los tres lagos y de la navegación sobre el Aar (Soleura)